# オルレアン美術館
オルレアン美術館（オルレアンびじゅつかん、仏: Musée des beaux-arts d'Orléans）は、フランスのオルレアンにある美術館である。

## 沿革
1797年に開館。

## コレクション
15世紀から20世紀の芸術品を網羅している。コレクションには約2,000の絵画（コレッジョ、アンニーバレ・カラッチ、グイド・レーニ、セバスティアーノ・リッチ、ディエゴ・ベラスケス、アンソニー・ヴァン・ダイク、アントワーヌ・ヴァトー, フランソワ・ブーシェ、ユベール・ロベール、ウジェーヌ・ドラクロワ、ギュスターヴ・クールベ、ポール・ゴーギャン、パブロ・ピカソ)、700の彫刻(バッチョ・バンディネッリ、オーギュスト・ロダン)、1,200以上の装飾美術品、10,000のデッサン、50,000の印刷物、ルーヴル美術館に次いで2番目の規模のフランス画家によるパステル画が含まれている。

### 絵画

#### イタリア・スペイン
- ルネサンス： Matteo di Giovanni, ジローラモ・デル・パッキア, コレッジョ (Vierge à l'enfant, Saint Joseph et Saint Jean-Baptiste enfant, 1520), ティントレット (Portrait d'un vieil homme barbu, assis)
- 17世紀から18世紀：アンニーバレ・カラッチ (L'Adoration des Bergers), Antonio de Bellis, グイド・レーニ (David with the Head of Goliath, ルーヴル美術館の有名な絵画のもう一つのバージョン), ディエゴ・ベラスケス (Saint Thomas, 1619-20, フランスの美術館にあるベラスケスの3つの絵画の1つ), マッティア・プレーティ (Saint Paul et Saint Antoine), Giovanni Francesco Romanelli, セバスティアーノ・リッチ...

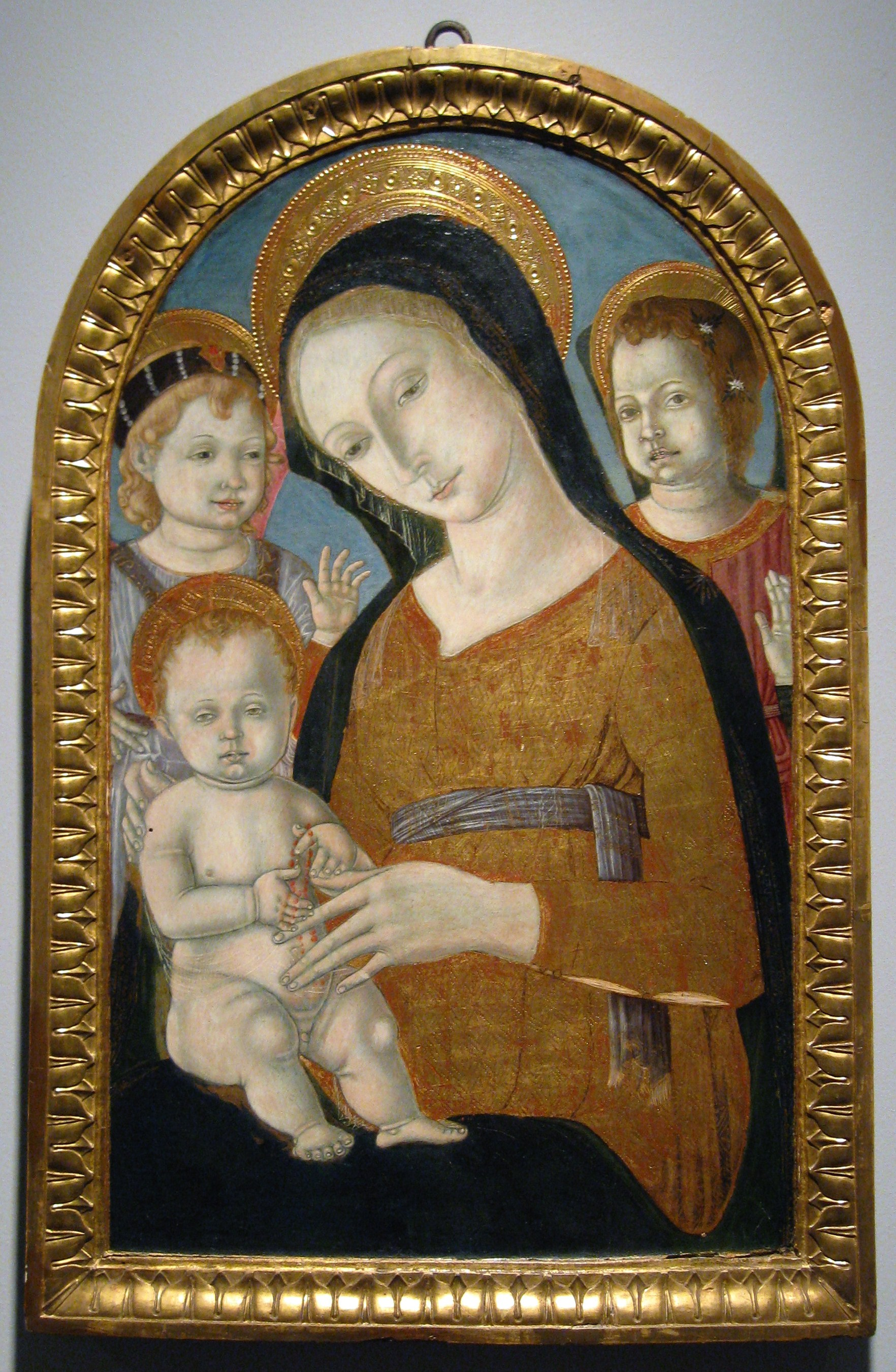
La vierge à l'enfant et deux anges, Matteo di Giovanni, 1485-1490.
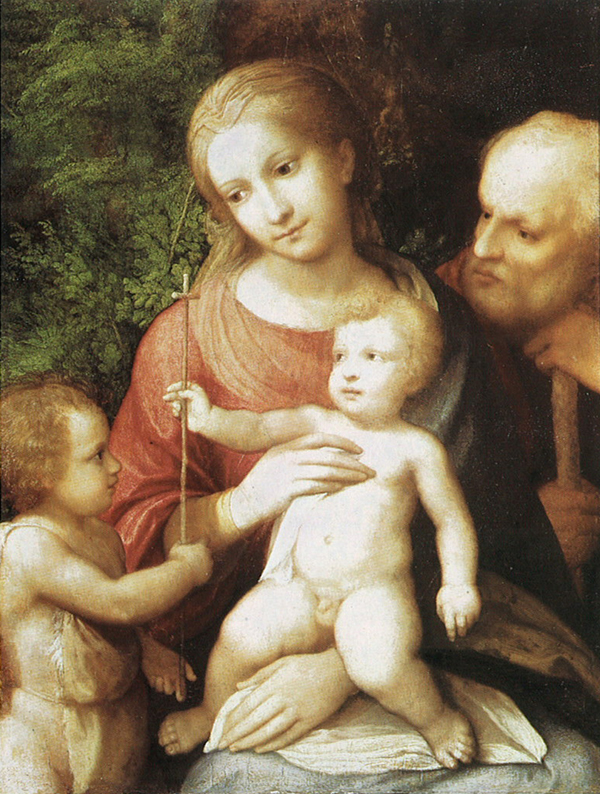
コレッジョ『聖家族と幼児洗礼者聖ヨハネ』1518年-1519年頃
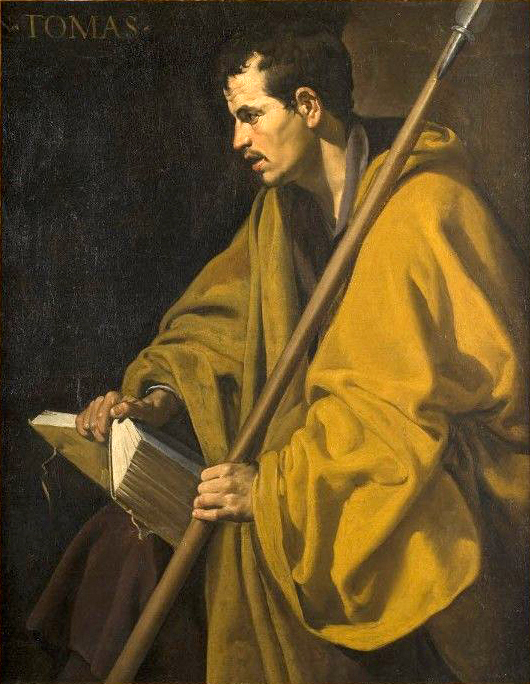
Saint Thomas, ディエゴ・ベラスケス, 1619-20.
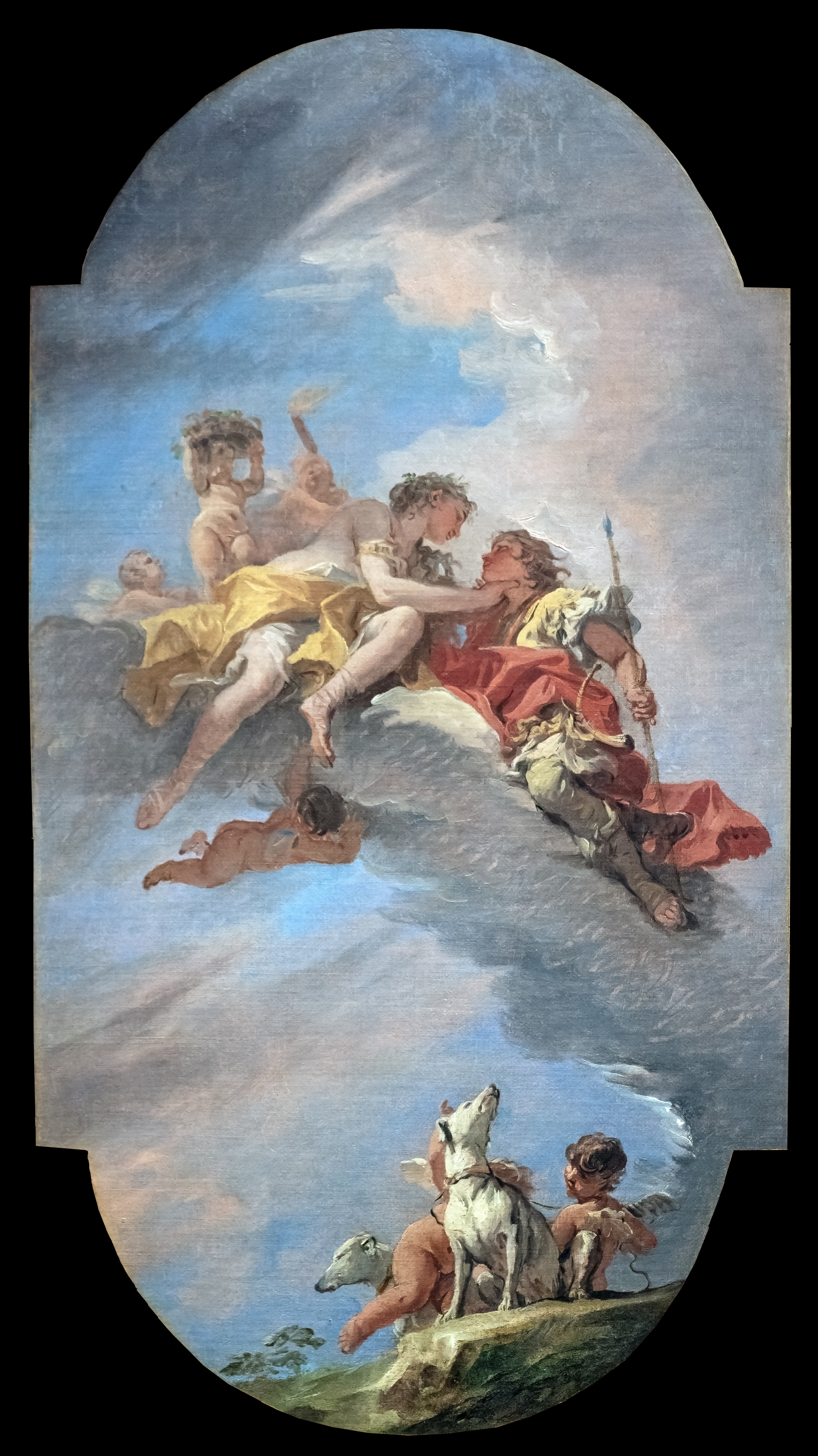
Venus et Adonis, セバスティアーノ・リッチ, 1705-1706.

#### ヨーロッパ北部
- ヨーロッパ北部（ドイツ、フランドル）で最も古い作品は、マリヌス・ファン・レイメルスワーレの作品である。
- 17世紀：アンソニー・ヴァン・ダイク (Tête de vieil homme barbu), ヘンドリック・ファン・バーレン, ヒリス・モスタールト, ヤン・ブリューゲル (父), ヤン・ブリューゲル (子), ヨース・デ・モンペル (Paysage d'hiver), バルトロメウス・ブレーンベルフ, ヘラルト・セーヘルス, ヘラルト・デ・ライレッセ (Les quatre âges de l'humanité, オウィディウス『変身物語』(Métamorphoses d'Ovide)), フェルディナント・ボル, ニコラース・マース, ヤーコプ・ファン・ロイスダール(Le Troupeau sur la passerelle), サロモン・デ・ブライ, Lambert Doomer (Portrait de François Wijnants et d’Alida Essingle, en Elquanah et Anne venant recevoir la bénédiction d’Eli), エマヌエル・デ・ウィッテ (Intérieur d'un temple)...

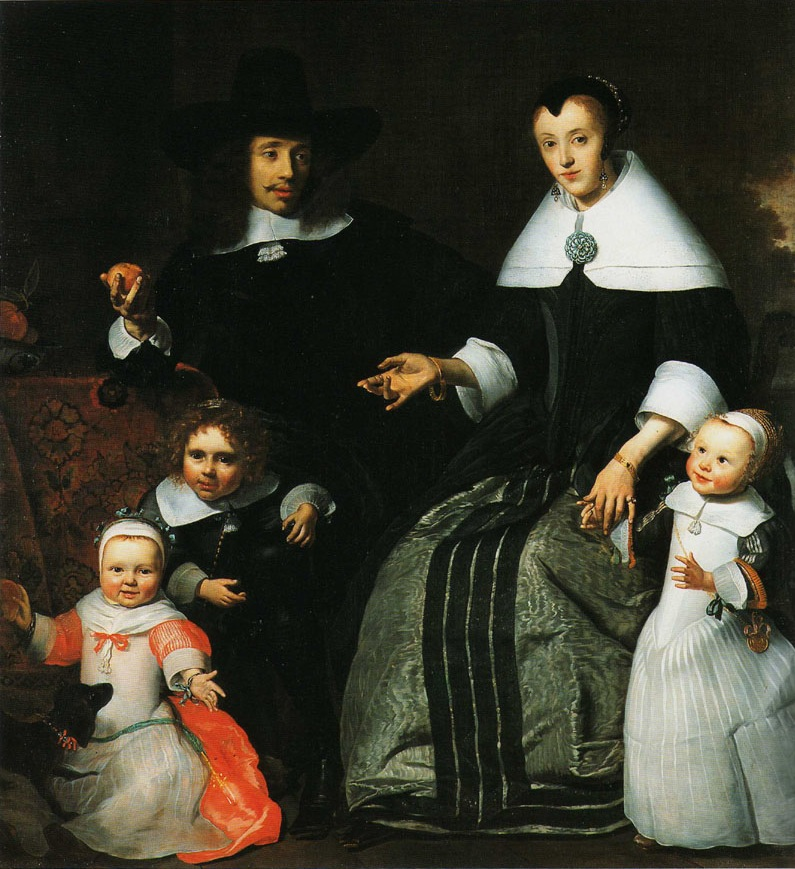
コルネリス・ビスコップ 「家族の肖像」(1660)

## 日本にて
1990年に「オルレアン美術館所蔵フランス素描・水彩名作展 16世紀から20世紀まで」、1999年に「オルレアン美術館展: ロココからエコール・ド・パリまで」が開催された。